# Johann Martin Bernatz
Pour les articles homonymes, voir Bernatz.
Johann Martin Bernatz, né le 22 mars 1802 à Spire et mort le 19 décembre 1878, est un peintre paysagiste allemand.

## Biographie
Johann Martin Bernatz naît le 22 mars 1802 à Spire.
Fils d'un maître maçon et d'un ramoneur, il est initialement destiné à ce dernier métier de son père (tandis que son frère aîné Matthäus (de) (1800-1882) choisit celui de la construction), jusqu'à ce qu'une pneumonie l'empêche d'exercer ce métier en 1826. Johann Martin B., qui est déjà à l'époque un dessinateur compétent, fréquente avec son frère l'école polytechnique de Vienne, s'essaye à la peinture à l'huile sous la direction de Kellerhofen à Spire et passe à la peinture d'architecture lors de son deuxième séjour à Vienne (1827-1829). En août 1829, il arrive à Munich et parcourt, pour y faire des études, le haut pays de l'ancienne Bavière et la Basse Bavière, où il estt chargé à Straubing par le président du gouvernement von Mulzer de dessiner pour le roi Louis Ier divers monuments anciens et historiquement curieux. Il réalise également de nombreuses peintures à l'huile et aquarelles qui, par leur association d'architecture et de paysage et par leur fidélité consciencieuse et leur exécution soignée, attirent l'attention du Hofrath et Gotthilf Heinrich von Schubert, car celui-ci cherche en 1836 un peintre et dessinateur compétent pour l'accompagner dans son voyage en Orient prévu depuis longtemps. C'est ainsi que Johann Martin Bernatz part avec Schubert et le Dr Michael Pius Erdl, si tôt achevé, via Constantinople, à travers l'Asie Mineure, la Palestine et la péninsule du Sinaï jusqu'en Égypte, en fixant avec son crayon toutes les régions étranges, les monuments, leurs vues et leurs costumes. À son retour, Johann Martin Bernatz en publie une sélection sur 40 feuilles sous le titre Bilder aus dem heiligen Lande, nach der Natur gezeichnet (Vues de la Terre Sainte, dessinées d'après nature) (Stuttgart 1839 chez Steinkopf). À la suite de cette prestation exemplaire, il est invité par l'Angleterre à se joindre à une expédition destinée aux Indes orientales avec le Dr Johannes Roth. Lorsque les voyageurs arrivent à Calcutta au Nouvel An 1841, après six mois de navigation, des obstacles insurmontables se dressent entre eux. En revanche, Johann Martin Bernatz participe à une exploration scientifique de l'Abyssinie pour le compte du gouvernement anglo-indien. Enfin, après plus de trois ans d'absence, notre dessinateur revient et publie le fruit de son labeur sous le titre Scènes d'Éthiopie (Londres 1852, lithographié par le Munichois Peter Herwegen (de)) ; une adaptation allemande paraît à Stuttgart en 1854 et à Hambourg en 1855 chez Rudolf Besser (1811-1883) sous le titre : Bilder aus Aethiopien. Nach der Natur gezeichnet und beschrieben von Joh. Martin Bernatz, Maler der brittischen Gesandtschaftsexpedition nach Schoa in den Jahren 1841–43. Gewidmet mit besonderer Erlaubniß der Königin Victoria von England. (Vues d'Éthiopie. Dessinées et décrites d'après nature par Joh. Martin Bernatz, peintre de l'expédition de la légation britannique à Shoa dans les années 1841-43. Dédiées avec la permission spéciale de la reine Victoria d'Angleterre.). Cette œuvre magnifique se divise en deux parties : 1. Aden et les basses terres volcaniques chaudes du Danakil. 2. les hautes terres du sud de l'Abyssinie et de la Shoah. - Par l'intermédiaire d'Alexander von Humboldt, Johann Martin Bernatz peint à l'huile une précieuse collection des plus curieuses "Esquisses pour l'étude des pays et des peuples" pour l'album du roi Frédéric-Guillaume IV de Prusse. Dès lors, Johann Martin Bernatz est considéré comme une autorité scientifique : Humboldt, Schubert, Heinrich Barth et August Petermann l'applaudissent, le reconnaissent et le respectent ; ses louanges sont proclamées par Carl Ritter et le Dr Gustav Parthey (de) à Berlin (conférence lors de la séance de l'association géographique du 15 décembre 1852). Aucun ouvrage de voyage ne paraît sans au moins quelques illustrations de sa main, comme la Description de la Palestine de Fr. Adolf et Otto Strauß (Die Länder der heiligen Schrift. mit 100 Bildern nach Zeichnungen von Halbreiter (de), Bernatz, Strähuber und Meermann (Leipzig 1861 ff. ), Reisen und Entdeckungen in Nord- und Centralafrika (Voyages et découvertes en Afrique du Nord et en Afrique centrale) de Barth (Gotha 1857), Reise am oberen Nil (Voyage sur le Nil supérieur) de W. v. Harnier (éd. par Adolf v. Harnier, avec préface de A. Petermann. Darmstadt 1866, avec 27 feuilles imprimées en couleurs), etc. - À partir de 1846, Johann Martin Bernatz s'installe durablement à Munich. Il présente régulièrement ses aquarelles et ses peintures à l'huile lors des grandes expositions d'art (1858 et suivantes), par exemple le Bahr-Assal dans les plaines volcaniques du Danakil (1864) ; Les lacs salés de Nubie, le magnifique tableau avec la Vue intérieure de l'église du monastère du Sinaï (1871 et 1877), le Parvis de la mosquée de Suleiman à Constantinople (1874). Lors du tirage au sort au profit de la fondation générale allemande pour les invalides, il fait également don d'une œuvre artistique de grande valeur (Rivière Rossi dans le haut pays de la Shoah). D'ailleurs, l'artiste souffre de ces efforts scientifiques : ses tableaux portent surtout l'empreinte de la vérité, souvent au détriment de l'impression picturale et la couleur devient dure et lourde ; même dans la reproduction de monuments architecturaux, ce n'est pas l'ambiance poétique qui prévaut, mais la fidélité. Ce qu'il gagne d'un côté pour la science, il le perd en partie pour l'art. Malgré cela, ses travaux extrêmement assidus restent un témoignage et un ornement de la persévérance et de la ténacité allemandes. On s'accorde à reconnaître à ses études un grand caractère d'exactitude et de précision.
Son frère Matthäus et ses neveux Auguste, Charles et Frantz Bernatz s'adonnennent à l'architecture.
Johann Martin Bernatz meurt le 19 décembre 1878, après de longues et pénibles souffrances.